# 하이퍼리즘
하이퍼리즘은 대한민국에서 기관투자자들을 대상으로 하는 암호화폐 금융 서비스를 제공하는 기업으로, 삼성, 카카오, 네이버 등으로부터 누적 200억 원 이상의 투자를 유치했다. 금융정보분석원에 등록된 가상자산사업자이며, 6년 이상의 업력을 보유한다.하이퍼리즘은 세계 최고 수준의 엔지니어들로 구성된 아시아 최고의 암호화폐 금융서비스 기업을 지향한다고 알려져 있다. 도쿄와 서울에 오피스를 두고 있다.   

## 연혁
- 2023.06: 해커톤 이드서울 (ETH Seoul) 2023 2관왕
- 2023.03: 앱토스 도쿄 Meetup 주최
- 2022.05: 웹 3.0 생태계 활성화 1,000억원 펀드 조성
- 2022.05: 이원준 하이퍼리즘 대표 포브스 '아시아 30세 이하 리더 30인' 선정[1]
- 2022.04: 코인베이스로부터 시리즈B 브릿지 라운드 투자 유치[2]
- 2021.12: 금융정보분석원(FIU)로부터 가상자산사업자 신고 수리 완료[3]
- 2021.09: 정보보호관리체계(ISMS) 인증 획득[4]
- 2021.08: 위믹스, 해시드, 코인베이스벤처스, 코코네, GS퓨처스, 가디언펀드, 삼성넥스트로부터 시리즈B 라운드 투자 유치[5]
- 2019.08: VIP자산운용, 카카오인베스트먼트, 스프링캠프로부터 시리즈A 라운드 투자 유치[6]
- 2018.02: 법인 (주)하이퍼리즘(Hyperithm Inc.) 설립